# ポーリン・エチエンヌ
ポリーヌ・エチエンヌ（Pauline Étienne、1989年6月26日 - ）は、ベルギーの女優。ポーリンは英語読み。

## 生い立ち
ベルギーのブリュッセルのイクセルで生まれる。
2008年、ベルギーの映画監督ヨアキム・ラフォスの映画『Élève libre』で映画初出演を果たしたあと、2009年に公開のレア・フェネール監督のフランス映画『愛について、ある土曜日の面会室』でフランス映画エトワール賞新人女優賞やリュミエール賞有望若手女優賞をそれぞれ受賞、セザール賞有望若手女優賞の候補になる。
また、2013年公開のギヨーム・ニクルー監督作、イザベル・ユペール、ルイーズ・ブルゴワン、マルティナ・ゲデックらと共演の映画『La Religieuse』で主役を演じ、同作でマグリット賞主演女優賞を受賞、セザール賞有望若手女優賞の候補になった。

## 映画
- Élève libre （2008年）
- Le Bel Âge （2009年）
- 愛について、ある土曜日の面会室 Qu'un seul tienne et les autres suivront （2009年）
- 誘惑/セダクション L'autre monde （2010年） ※日本劇場未公開
- Paradis perdu （2012年）
- La Religieuse （2013年）
- メニルモンタン 2つの秋、3つの冬 2 automnes 3 hivers （2013年） ※フランス映画祭2014でのタイトルは『2つの秋、3つの冬』
- EDEN エデン Eden （2014年）
- Tokyo Fiancée （2014年）
- ジュリーと恋と靴工場 Sur quel pied danser （2014年）
- ルージュの手紙 Sage Femme （2017年）
- ライオンは今夜死ぬ Le lion est mort ce soir （2017年）
- コレクション La collection （2018年） ※短編映画、日本劇場未公開

## テレビドラマ
- イントゥ・ザ・ナイト (2020年)